# Saint-Jean-Geest
Saint-Jean-Geest [sɛ̃ʒɑ̃ʒe] (en néerlandais Sint-Jans-Geest, en wallon Djihan-Djé) est une section de la commune belge de Jodoigne située en Région wallonne dans la province du Brabant wallon.
À l'ouest de la section se trouve encore le village de Sainte-Marie-Geest.
Saint-Jean-Geest était une commune à part entière avant la fusion des communes de 1977.

## Toponymie
On retrouve le nom de Geest dans le nom des trois villages Saint-Remy-Geest, Sainte-Marie-Geest et Saint-Jean-Geest. 
Pour Jean-Jacques Jespers (2005), le nom de Geest provient du germanique *gaistu qui signifie hauteur sablonneuse.
Selon Jules Tarlier et Alphonse Wauters (1872), par contre, « Le nom de Geest, qui se rencontre fréquemment dans la vallée de la Grande-Gette, provient évidemment de la forme flamande du nom de cette rivière de même que Jauche et Jauchelette en reproduisent la forme wallonne. Les étymologies tirées des mots flamands geest, esprit, geest, terrain élevé, sablonneux, stérile, gast, hôte, ne peuvent présenter en leur faveur aucun argument sérieux ».
« Sauf Geest Saint-Jean, les villages du nom de Gest ou Geest n'étaient pas encore distingués par des qualifications différentes, en 1183,  date de leur première apparition dans les documents. Plus tard on ajouta parfois à ce nom commun celui de personnages qui n'étaient pas les patrons des églises car, à Saint-Jean, l'église est dédiée à saint Georges ; à Sainte-Marie, elle l'est à saint Pierre ». Dans les formes anciennes, « on disait simplement Jean Geest (Johanne Gest, 1223 ; Gehan Gest, 1241 ;Jehan Gest, 1241 ; […]), ce qui fait supposer que le village a été désigné ainsi d'après l'un de ses anciens propriétaires ; mais l'autre forme a prévalu et l'on a dit tantôt Saint-Jean-Geest (Saint Jehan Geest, 1364 ; […]) tantôt Geest-Saint-Jean, ce qui est plus conforme au génie de la langue française, où le tout se place avant la partie (Geest Sancti Johannis, 1312 ; Geest-Saint-Jean, 1374 ; Gest Sancti Joannis, 1441) ».

## Démographie
- Sources:INS, Rem:1831 jusqu'en 1970=recensements, 1976= nombre d'habitants au 31 décembre

## Patrimoine et culture

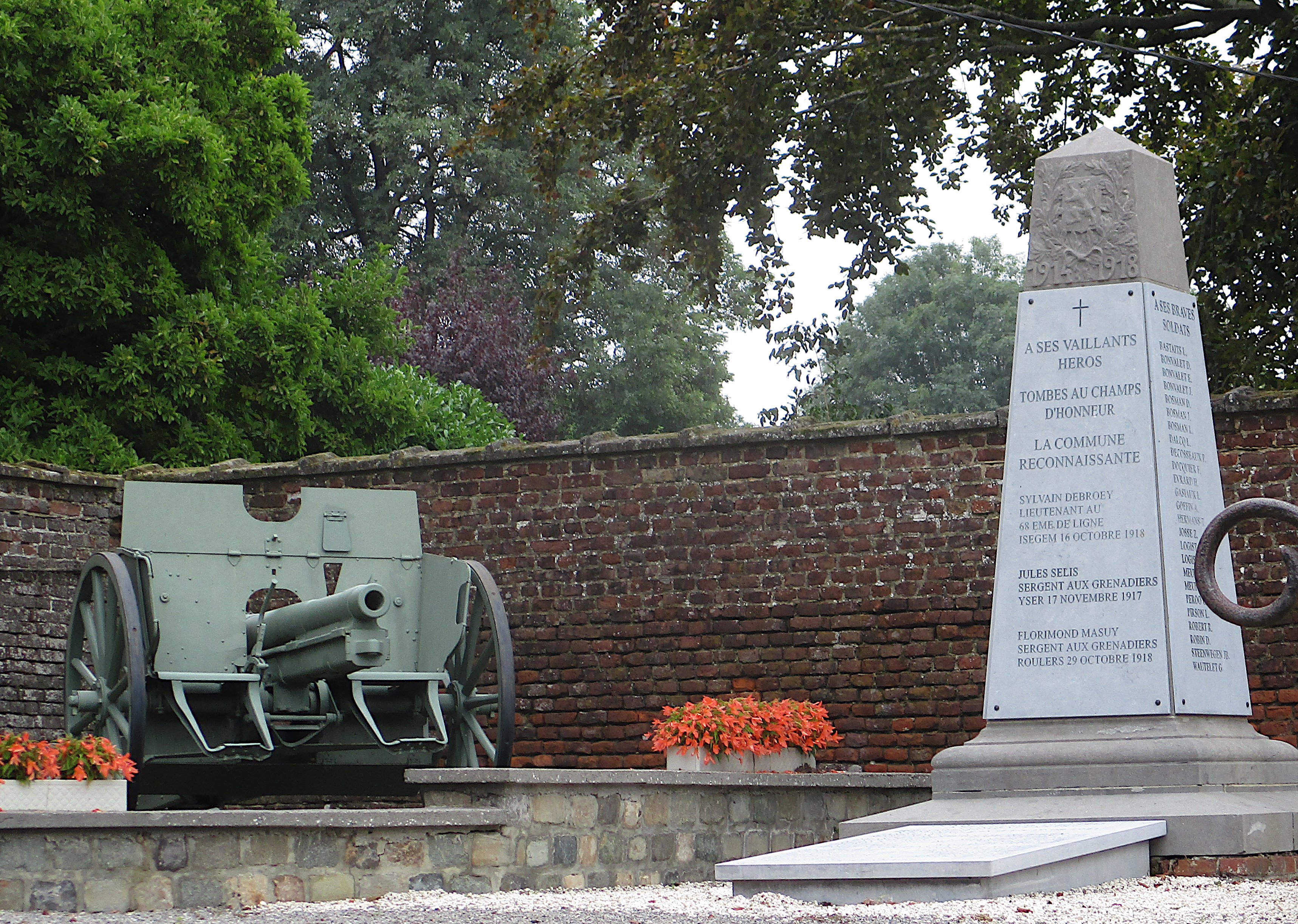
Memorial avec Canon allemand FeldKanone 96 n/A 7.7cm.
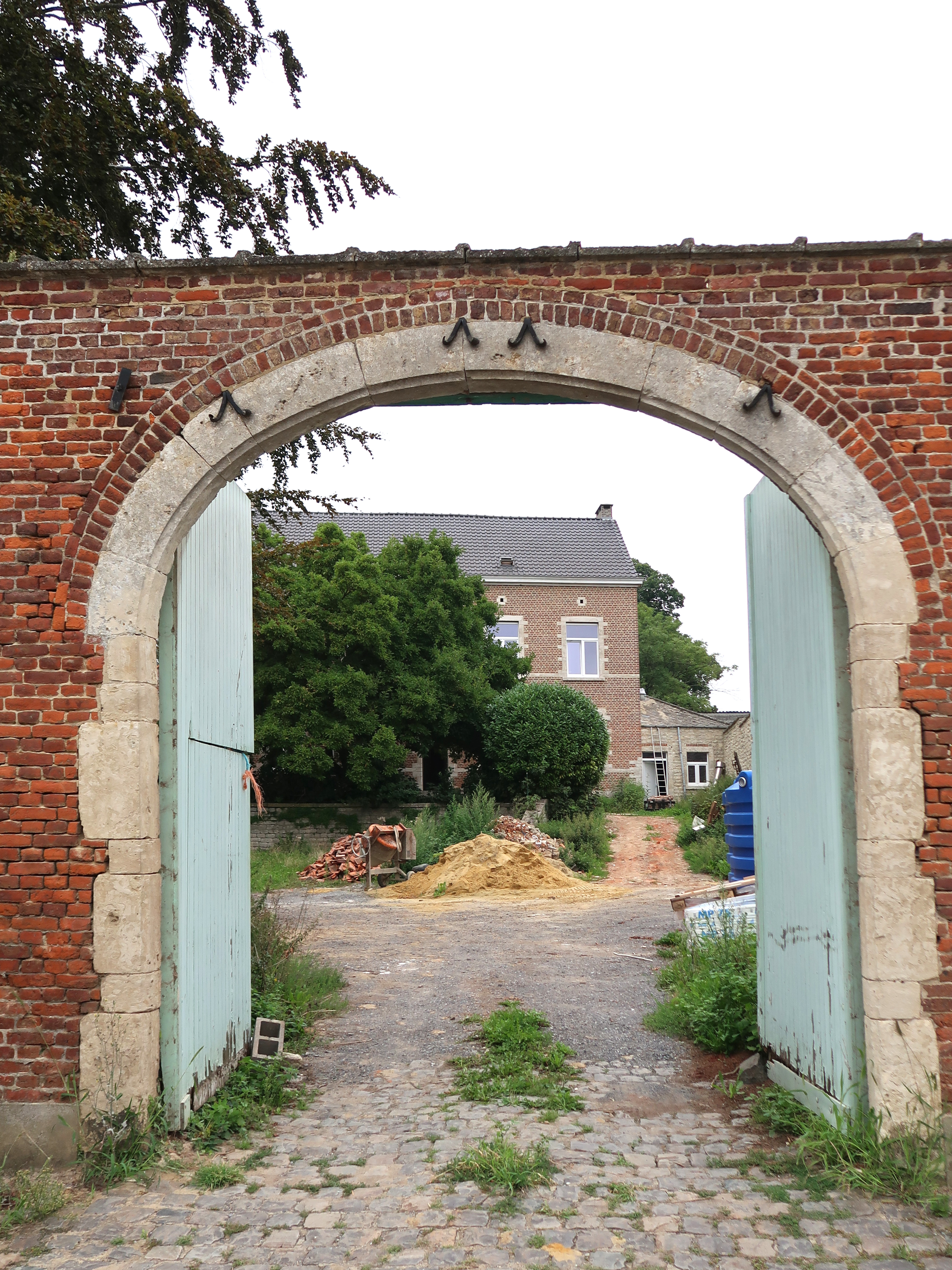
Ancien presbytère de 1744.
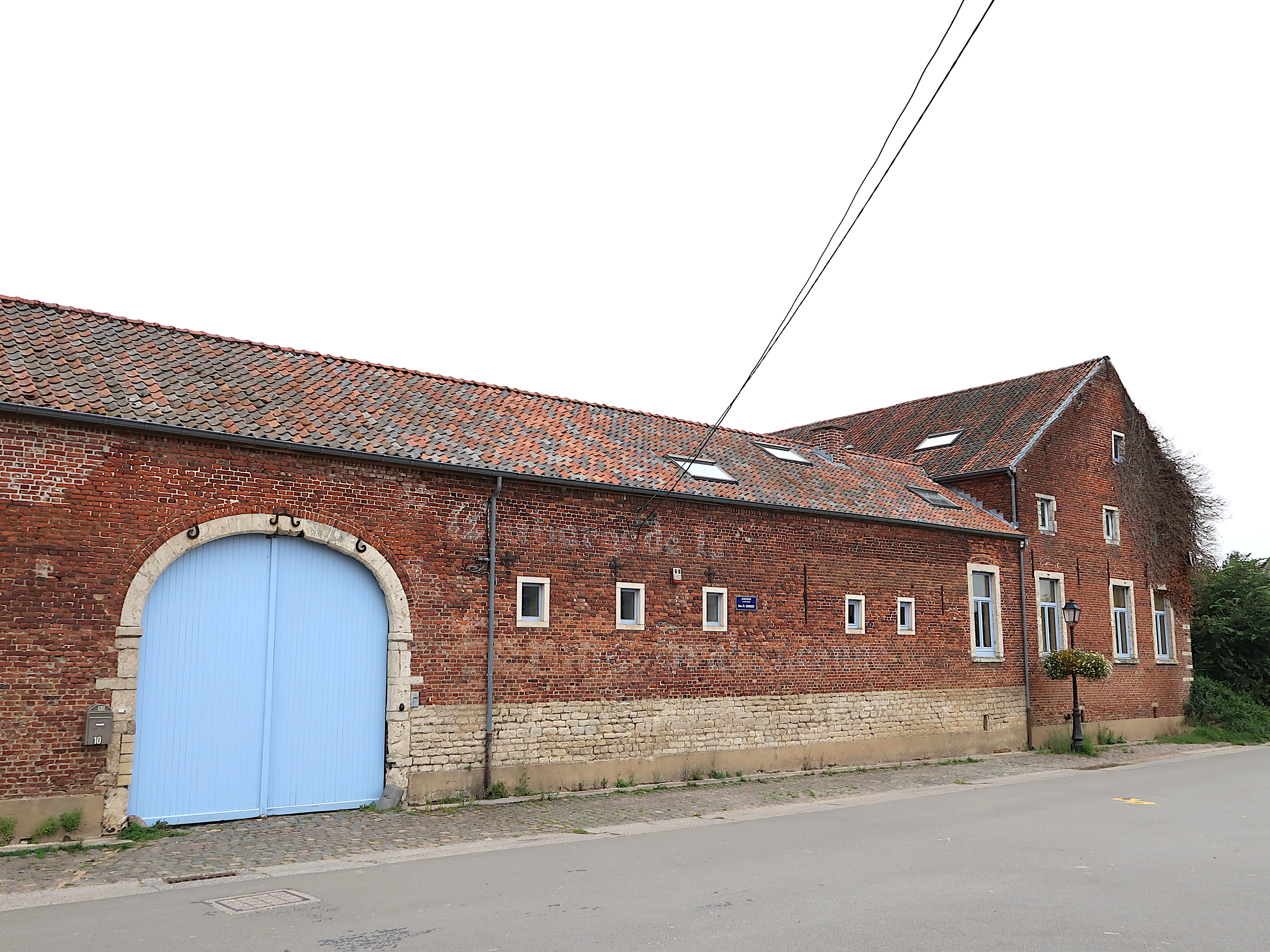
Ferme Ramet en quadrilatère.
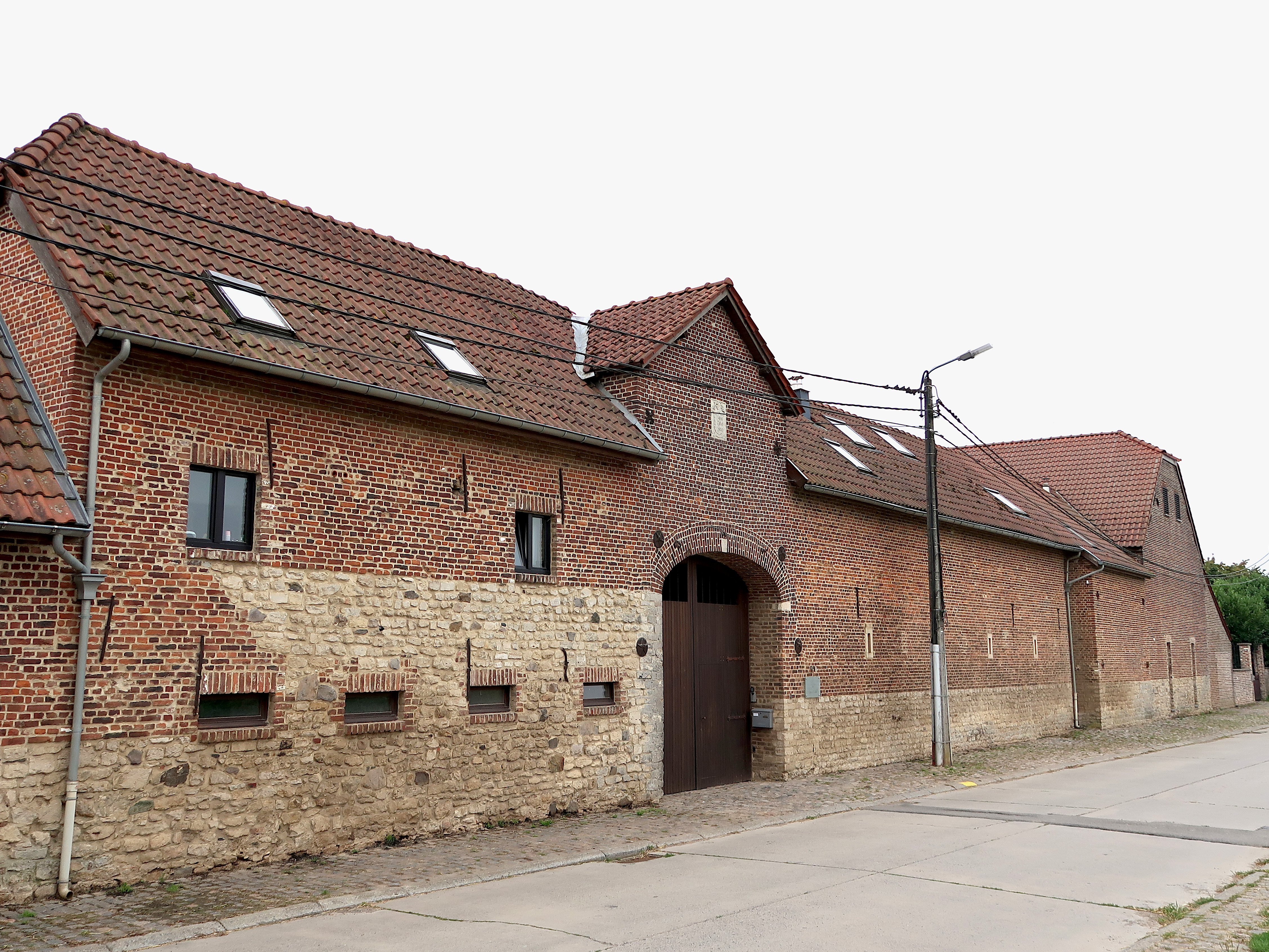
Ferme Tornacoavec des éléments appartenant au XVIIIe siècle.

## Personnalités liées à l'ancienne commune
- Philibert François van Goidtsnoven (1655 Jodoigne - † 1731 Jodoigne), chef mayeur de Saint-Jean-Geest en 1709[5].
- Jean Charles van Goidtsnoven (1692 Jodoigne - † 1777 Jodoigne), maïeur de Saint-Jean-Geest de 1732 à 1755[5].